# Aldo (entreprise)
Pour les articles homonymes, voir Aldo.
Aldo est une entreprise québécoise créée à Montréal par le canado-marocain Aldo Bensadoun dans les années 1970. C'est un acteur majeur de la chaussure dans le monde, qui commercialise également des accessoires comme des sacs à main, bijoux, ou chapeaux. Le positionnement de la marque s'apparente à H&M, en cherchant à coller aux tendances de la mode avec des prix abordables.

## Histoire

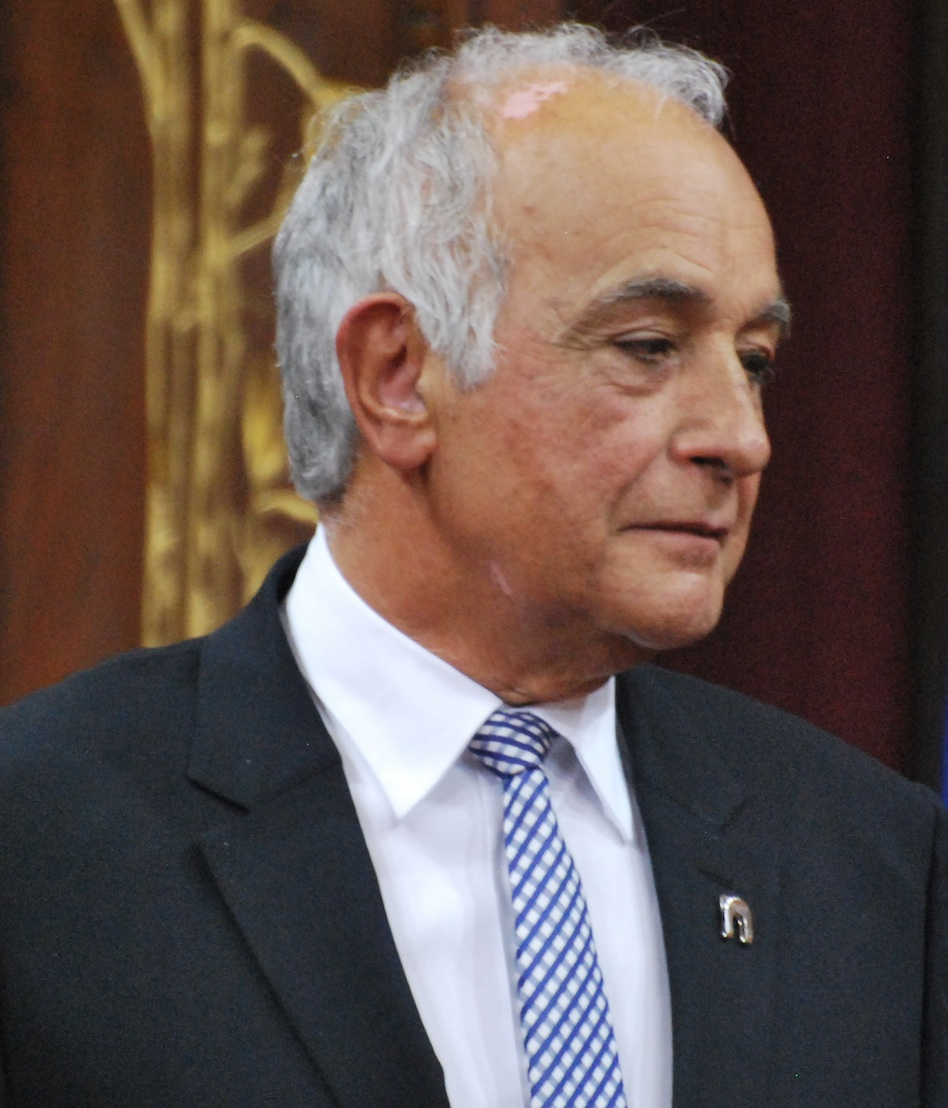
Aldo Bensadoun (juin 2013).

Chaussure homme Aldo

Aldo Bensadoun ouvre son premier magasin en tant qu'une concession dans une boutique de vêtement Le Château sur la rue Sainte-Catherine à Montréal. Depuis, Aldo a pris de l'expansion et est dorénavant présent sur les cinq continents avec plus de 2 000 points de vente, en nom propre et un chiffre d'affaires de 1,6 milliard de dollars. Les boutiques du Canada, des États-Unis de la France et du Royaume-Uni appartiennent au Groupe Aldo tandis que les autres à l'international sont des franchises comme en Italie. Aldo possède les bannières Spring et Globo. En 2015, les 37 boutiques Espace Little Burgundy appartenant à Aldo sont vendus au détaillant américain Genesco.  
En 2017, le fils d'Aldo Bensadoun, David Bensadoun, a été nommé directeur général d'Aldo, en remplacement de Patrik Frisk. En 2018, Aldo est devenu le premier détaillant de chaussures et d'accessoires de mode à être certifié neutre en termes de climat pour ses magasins, bureaux et centres de distribution.  
En mai 2020, Aldo Group a déposé une demande de protection contre les créanciers et prévoit une restructuration pour faire face à l'impact économique de COVID-19. Dans la foulée de sa restructuration, l'entreprise a également déménagé son siège social historique afin de retourner aux sources et s'installer dans ses anciens édifices, toujours à Saint-Laurent, Montréal.  

### Ouverture en France
Fin 2011, Aldo ouvre deux boutiques : une dans le centre commercial de La Défense, et une à Paris, rue de Rivoli.

## Partenariat
- La société a renommé aux États-Unis sa bannière Spring en Call It Spring pour s'implanter dans les grands magasins JCPenney.
- L'entreprise a passé un accord avec la chaine Montréalaise StylexChange pour installer des boutiques Little Burgundy dans 4 de ses boutiques
- Aldo a choisi de faire revivre sa bannière Pegabo dans les magasins La Baie grâce à une entente, et ce, depuis 2010.
- Aldo a choisi de créer la collection de chaussures Transit pour la bannière québécoise L'Aubainerie.
- Aldo a lancé une ligne de chaussure en collaboration avec Disney.